# Rodrigo Mena
Rodrigo Egber Mena Ramos (Valencia, 29 de junio de 1966) es un abogado, periodista, sociólogo y político ecuatoriano. Fue alcalde del cantón de El Carmen.

## Biografía
Nació en la ciudad de Valencia el 29 de junio de 1966. Hijo de Félix Angelino Mena Benítez y Enith Argentina Ramos Granda. Realizó sus estudios primarios en la Unidad Educativa 3 de Julio y sus estudios secundarios en la Unidad Educativa Nacional El Carmen. 
Sus estudios superiores fueron llevados a cabo en la Universidad Laica Eloy Alfaro de Manabí en donde obtendría múltiples títulos tales como una licenciatura en ciencias sociales y políticas, una licenciatura en ciencias de la comunicación y un tercer título como abogado de los juzgados y tribunales de la República. Tras graduarse como profesional, Mena logró un puesto como concejal de El Carmen a pesar de su corta edad. Posteriormente emprendió en negocios como compraventa de vehículos y bienes raíces.
Obtuvo una maestría en Administración de Empresas por la Universidad Técnica Luis Vargas Torres en el 2012.

## Vida política
Hizo su incursión política en 1993, fungiendo como concejal de El Carmen bajo el auspicio del Partido Social Cristiano. 
Para el 2002 fue nombrado Presidente de la Asogan El Carmen, desde donde comenzó su carrera como dirigente ganadero de la provincia de Manabí. Fue mentalizador y primer presidente de la Corporación de Ganaderos de Manabí, posteriormente fue nombrado presidente de la Federación de Ganaderos del Ecuador por dos períodos.
Mientras fungía como ministro subrogante del Ministerio de Agricultura y Ganadería representó al Ecuador en el Acuerdo de Rotterdam en la sede de la Organización de las Naciones Unidas para la Agricultura y la Alimentación (FAO) en Roma, Italia. Participaron representantes de más de 126 gobiernos, agencias de las Naciones Unidas y organizaciones intergubernamentales.
El 24 de marzo de 2019 resultó electo como alcalde del cantón El Carmen, tras los comicios de las Elecciones seccionales de Ecuador de 2019 para el período 2019-2023, con un porcentaje total de 32.60% de los votos válidos en el proceso electoral.